# Diòxid d'estany
L'òxid d'estany (IV), també conegut com a òxid estànnic, és el compost inorgànic amb la fórmula SnO₂. La forma mineral del SnO ₂ s'anomena cassiterita, i aquest és el principal mineral de l'estany. Amb molts altres noms, aquest òxid d'estany és un material important en la química de l'estany. És un sòlid incolor, diamagnètic i amfòter.
L'òxid d'estany (IV) cristal·litza amb l'estructura del rutil. Com a tal, els àtoms d'estany tenen sis coordenades i els àtoms d'oxigen tres coordenades. SnO ₂ normalment es considera un semiconductor de tipus n amb deficiència d'oxigen.
Les formes hidros de SnO ₂ s'han descrit com àcid estannic. Aquests materials semblen ser partícules hidratades de SnO₂ on la composició reflecteix la mida de la partícula.
L'òxid d'estany (IV) es produeix de manera natural. L'òxid sintètic d'estany (IV) es produeix cremant metall d'estany a l'aire. La producció anual està en el rang de 10 quilotones. SnO₂ es redueix industrialment al metall amb carboni en un forn de reverberació a 1200–1300 °C.
SnO₂ s'utilitza en sensors de gasos combustibles incloent detectors de monòxid de carboni. En aquests l'àrea del sensor s'escalfa a una temperatura constant (uns centenars de °C) i en presència d'un gas combustible la resistivitat elèctrica baixa. També s'estan desenvolupant sensors de gas a temperatura ambient utilitzant compostos d'òxid de grafè -SnO₂ reduïts (per exemple, per a la detecció d'etanol).
S'ha investigat el dopatge amb diversos compostos (per exemple, amb CuO). El dopatge amb cobalt i manganès, dona un material que es pot utilitzar per exemple en varistors d'alta tensió. L'òxid d'estany (IV) es pot dopar amb els òxids de ferro o manganès.